# Daniel Ericsson
Daniel Ericsson (* 15. August 1987) ist ein schwedischer Skirennläufer. Seine stärksten Disziplinen sind die Abfahrt und der Super-G sowie die Kombination. 2010 wurde er schwedischer Meister im Super-G.

## Biografie
Ericsson nahm im Februar 2003 an seinen ersten FIS-Rennen teil. Nachdem er im Dezember 2006 erstmals eine Podestplatzierung erreicht hatte, kam er im Februar 2007 zu seinen ersten Einsätzen im Europacup. Im nächsten Monat nahm er an den Juniorenweltmeisterschaften 2007 in Zauchensee/Flachau teil, wo er Neunter im Super-G wurde. Am 21. Dezember 2007 gewann Ericsson mit Platz 26 in der Super-Kombination von Zauchensee die ersten Punkte im Europacup. Drei Wochen später gab er in der Abfahrt von Wengen sein Weltcupdebüt. Bisher erreichte er jedoch in keinem seiner Weltcuprennen eine Platzierung in den Punkterängen, also unter den schnellsten 30. Seine bislang besten Weltcupresultate sind zwei 31. Plätze in den Super-Kombinationen von Beaver Creek am 4. Dezember 2009 und Wengen am 18. Januar 2013. Im Europacup fuhr Ericsson im März 2010 in den beiden Super-Kombinationen von Sarntal/Reinswald zum ersten Mal unter die schnellsten zehn. Im folgenden Monat wurde er in Björkliden schwedischer Meister im Super-G.
Im Sommer 2011 startete Ericsson im Australia New Zealand Cup. Er gewann drei Rennen, verletzte sich aber am 7. September in einer Super-Kombination am Mount Hutt und konnte im nächsten Winter 2011/2012 erst ab Ende Januar an Wettkämpfen teilnehmen.

## Erfolge

### Juniorenweltmeisterschaften
- Zauchensee/Flachau 2007: 9. Super-G, 51. Abfahrt

### Europacup
- 1 Platzierung unter den besten fünf

### Weitere Erfolge
- Schwedischer Meister im Super-G 2010
- 3 Siege im Australia New Zealand Cup
- 7 Siege in FIS-Rennen